# シャーラスタニ
シャーラスタニ（Shahrastani、1983年 - 2011年）は、第207回ダービーステークス（1986年）に優勝したイギリスの競走馬である。アメリカ産。生産・馬主はアーガー・ハーン4世、調教師はマイケル・スタウト、主戦騎手はウォルター・スウィンバーン。
全成績は7戦4勝。ダービーでは後方から猛烈に追い込んできたダンシングブレーヴの追撃を半馬身凌ぎ切り、アイリッシュダービーも8馬身差で圧勝した。キングジョージ6世&クイーンエリザベスダイヤモンドステークス、凱旋門賞はともにダンシングブレーヴの4着に敗れた。
1988年からはアメリカのスリーチムニーズファームで種牡馬となり、父ニジンスキーの後継として期待されたが不発に終わった。1992年からはアイルランドのバリーメニースタッド、1994年からは日本のアロースタッド、2000年以降はアイルランドのクラッシュモアスタッドを経てウォルトンフィールズスタッドで供用されたものの、結局G1勝ち馬を出すことはなかった。ただし、母の父としてはアラムシャー、キャラダックを出している。2011年の種付けシーズン中に種牡馬を引退し、同スタッドで余生を送っていたが、同年12月6日に死亡。

## 血統表
| シャーラスタニの血統（ニジンスキー系 / Hyperion 5×5=6.25%） | シャーラスタニの血統（ニジンスキー系 / Hyperion 5×5=6.25%） | シャーラスタニの血統（ニジンスキー系 / Hyperion 5×5=6.25%） | （血統表の出典） | （血統表の出典） |
| 父 Nijinsky II 1967 鹿毛                                    | 父の父Northern Dancer 1961 鹿毛                             | Nearctic                                                    | Nearco           | Nearco           |
| 父 Nijinsky II 1967 鹿毛                                    | 父の父Northern Dancer 1961 鹿毛                             | Nearctic                                                    | Lady Angela      |                  |
| 父 Nijinsky II 1967 鹿毛                                    | 父の父Northern Dancer 1961 鹿毛                             | Natalma                                                     | Native Dancer    | Native Dancer    |
| 父 Nijinsky II 1967 鹿毛                                    | 父の父Northern Dancer 1961 鹿毛                             | Natalma                                                     | Almahmoud        |                  |
| 父 Nijinsky II 1967 鹿毛                                    | 父の母Flaming Page 1959 鹿毛                                | Bull Page                                                   | Bull Lea         | Bull Lea         |
| 父 Nijinsky II 1967 鹿毛                                    | 父の母Flaming Page 1959 鹿毛                                | Bull Page                                                   | Our Page         |                  |
| 父 Nijinsky II 1967 鹿毛                                    | 父の母Flaming Page 1959 鹿毛                                | Flaring Top                                                 | Menow            | Menow            |
| 父 Nijinsky II 1967 鹿毛                                    | 父の母Flaming Page 1959 鹿毛                                | Flaring Top                                                 | Flaming Top      |                  |
| 母 Shademah 1978 鹿毛                                       | 母の父Thatch 1970 鹿毛                                      | Forli                                                       | Aristophanes     | Aristophanes     |
| 母 Shademah 1978 鹿毛                                       | 母の父Thatch 1970 鹿毛                                      | Forli                                                       | Trevisa          |                  |
| 母 Shademah 1978 鹿毛                                       | 母の父Thatch 1970 鹿毛                                      | Thong                                                       | Nantallah        | Nantallah        |
| 母 Shademah 1978 鹿毛                                       | 母の父Thatch 1970 鹿毛                                      | Thong                                                       | Rough Shod       |                  |
| 母 Shademah 1978 鹿毛                                       | 母の母Shamim 1968 栗毛                                      | Le Haar                                                     | Vieux Manoir     | Vieux Manoir     |
| 母 Shademah 1978 鹿毛                                       | 母の母Shamim 1968 栗毛                                      | Le Haar                                                     | Mince Pie        |                  |
| 母 Shademah 1978 鹿毛                                       | 母の母Shamim 1968 栗毛                                      | Diamond Drop                                                | Charlottesville  | Charlottesville  |
| 母 Shademah 1978 鹿毛                                       | 母の母Shamim 1968 栗毛                                      | Diamond Drop                                                | Martine F-No.3-o |                  |